# Bray Wanderers Football Club
El Bray Wanderers Football Club (en irlandés: Cumann Peile Fánaithe Bhré) es un club de fútbol de Irlanda, con sede en Bray, Condado de Wicklow. Fue fundado en 1942 y compite en la Primera División, segunda categoría del fútbol irlandés.

## Historia
El club fue fundado en 1942, su clásico rival es el Shamrock Rovers. A lo largo de toda su historia, ha logrado 5 títulos nacionales (3 en la FAI First Division y 2 Copas de Irlanda).
En 1990, disputaba su primera final a nivel nacional en la Copa de Irlanda frente a St Francis FC, logrando una contundente victoria de 3 a 0 y ganando su primer título.
En 1999, disputó la final contra Finn Harps FC. Este partido se jugó tres veces, debido a que los primeros dos partidos empataron (0 a 0 y 2 a 2 respectivamente). Hasta que en el tercer partido Las Gaviotas lograron ganar por 2 a 1, llevándose así su segundo título en esta copa.
Al ganar la Copa de Irlanda en 1990 y en 1999, tuvo la oportunidad de disputar la Liga Europea de la UEFA pero quedó eliminado en la ronda previa frente al Trabzonspor y Grasshopper-Club Zürich, respectivamente.

## Entrenadores
- Amby Fogarty (1972-1974)
- Pat Devlin (1985-1990)
- John Holmes (1990-1995)
- Pat Devlin (1995-2005)
- Tony McGuirk (2005)
- Pat Devlin (2005-2006)
- Tony McGuirk (2006)
- Eddie Gormley (2006-2010)
- Pat Devlin (2010-2011)
- Keith Long (2011-2012)
- Eddie Gormley (2012)
- Pat Devlin (2012-2013)
- Alan Mathews (2014-2015)
- Maciej Tarnogrodzki (2015)
- Trevor Croly (2015)
- Mick Cooke (2015-2016)
- Harry Kenny (2016-2017)
- Dave Mackey (2017-2018)
- Martin Russell (2018)
- Gary Cronin (2018-2021)
- Pat Devlin (2021-2022)
- Ian Ryan (2022-)

## Palmarés

### Torneos nacionales
- Copa de Irlanda (2): 1990, 1999
- Primera División de Irlanda (3): 1985-86, 1995-96, 1999-00
- Escudo de la Primera División (1): 1995-96
- Copa Intermedia (2): 1955-56, 1957-58

### Torneos regionales
- Liga de Leinster (3): 1957-58, 1958-59, 1959-60

## Participación en competiciones de la UEFA
| Temporada | Torneo                    | Ronda          | Club         | Casa | Visita | Global |
| --------- | ------------------------- | -------------- | ------------ | ---- | ------ | ------ |
| 1990–91   | European Cup Winners' Cup | Clasificatoria | Trabzonspor  | 1–1  | 0–2    | 1–3    |
| 1999–00   | UEFA Cup                  | Clasificatoria | Grasshoppers | 0–4  | 0–4    | 0–8    |